# Fulton Fish Market

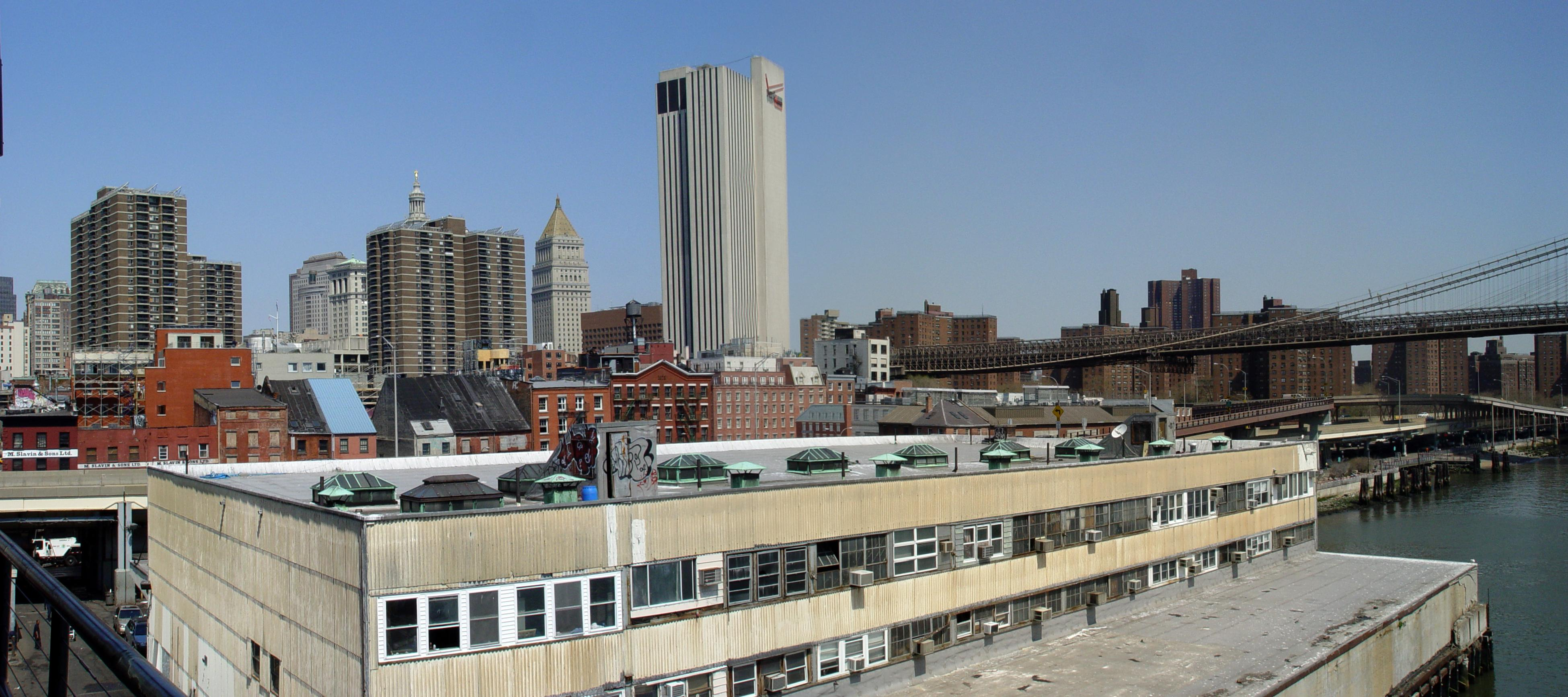
L'entrepôt originel du Fulton Fish Market

Le Fulton Fish Market est un marché aux poissons situé à New York, dans l'arrondissement du Bronx. Il est l'un des plus importants marché aux poissons et de produits de la mer des États-Unis.

## Histoire
Le premier marché a ouvert ses portes en 1822 selon les plans de l'architecte James O'Donnell et servait d'accueil aux navires qui avaient traversé l'Océan Atlantique. À partir des années 1850, la plupart des poissons pêchés dans les alentours de la ville étaient emmenés au Fulton Fish Market, où ils étaient achetés soit par des restaurateurs, soit par des grossistes, à la recherche de poissons frais de toute sorte. Il n'était d'ailleurs pas rare que des poissons en provenance de toute la Nouvelle-Angleterre transitent par ce marché avant d'être revendus dans les villes où ils avaient été pêchés à l'origine. Au XXe siècle, le marché fut étroitement contrôlé par les Cinq familles de la mafia new-yorkaise, notamment, des années 1940 à sa mort en 1968, par Joseph Lanza, un proche de Lucky Luciano. 
Depuis quelques décennies, les prix sont contrôlés et fixés par le gouvernement américain, ce qui traduit l'importance de ce marché aux poissons dans toute la région de New York.
En juillet 2005, le Fulton Fish Market s'est délocalisé, quittant l'entrepôt originel situé sous Fulton Street, pour l'arrondissement du Bronx, à Hunts Point. Le nouveau marché présente ainsi des infrastructures modernes, comme le nouvel entrepôt qui offre un éclairage et des conditions de fraîcheur optimales.
Le Fulton Fish Market n'est pas le seul marché de gros de la ville de New York, puisqu'un Meat Market, consacré à la viande se situe au niveau de West Side, dans l'arrondissement de Manhattan, permettant aux restaurateurs de toute la région de s'approvisionner en viande, en plus du poisson.

## Littérature et Cinéma
- Joseph Mitchell a écrit plusieurs textes prenant place au Fulton Fish Market[1],[2].
- Le film Sur les quais d'Elia Kazan a lieu sur les quais du Fulton Fish Market.
- Le documentaire Bx46 donne la parole aux ouvriers du New Fulton Fish Market, après son déménagement dans le Bronx[3],[4].